# أريستوت نكاكا
أريستوت نكاكا (1 يوليو 1996 ببلجيكا - ) هو لاعب كرة قدم بلجيكي في مركز الوسط.

## روابط خارجية
- أريستوت نكاكا على موقع الاتحاد الأوربي (الإنجليزية)
- أريستوت نكاكا على موقع الاتحاد البلجيكي (الإنجليزية)
- أريستوت نكاكا على موقع قاعدة بيانات كرة القدم.إي يو (الإنجليزية)
- أريستوت نكاكا على موقع Soccerway.com (الإنجليزية)
- أريستوت نكاكا على موقع عالم كرة القدم.نت (الإنجليزية)